# 比尔济
比尔济（法語：Burzy，法語發音：[byʁzi]）是法国索恩-卢瓦尔省的一个市镇，属于马孔区。

## 地理
比尔济（46°35'50"N, 4°34'56"E）面积5.31 平方千米，位于法国勃艮第-弗朗什-孔泰大區索恩-卢瓦尔省，该省份为法国中部省份，北起顺时针与科多尔省、汝拉省、安省、罗讷省、卢瓦尔省、阿列省和涅夫勒省接壤。
与比尔济接壤的市镇（或旧市镇、城区）包括：吉河畔圣克莱芒、容西、博奈-圣伊泰尔。

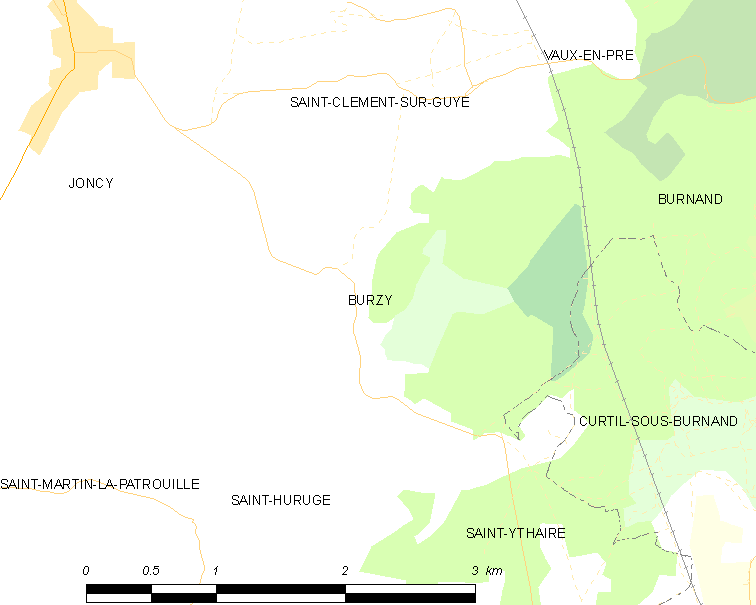
比尔济的OSM定位图

比尔济的时区为UTC+01:00、UTC+02:00（夏令时）。

## 行政
比尔济的邮政编码为71460，INSEE市镇编码为71068。

## 政治
比尔济所属的省级选区为克吕尼县。

## 人口

1962-2008年间比尔济人口变化图示

比尔济于2022年1月1日时的人口数量为58人。